# Marianne Hirsch
Marianne Hirsch (Timișoara, 23 de septiembre de 1949) es una investigadora y académica estadounidense de origen rumano, que ostenta la cátedra William Peterfield Trent de Inglés y Literatura Comparada en la Universidad de Columbia y es profesora en el Instituto de Investigaciones sobre Mujeres, Género y Sexualidad.

## Trayectoria
Nacida en Rumania, adonde sus padres huyeron de Chernivtsí, Hirsch emigró a los Estados Unidos en 1962. Completó sus estudios de licenciatura y doctorado en la Universidad Brown antes de convertirse en profesora en el Dartmouth College, donde enseñó durante treinta años. También fue una de las fundadoras del Programa de Estudios de la Mujer en Dartmouth, y se desempeñó como catedrática de Literatura Comparada durante varios años. 
Hirsch ha recibido becas de la Fundación Guggenheim, el National Humanities Center, la American Council of Learned Societies (ACLS), las Fundaciones Bellagio y Bogliasco, el Mary Ingraham Bunting Institute y el Stellenbosch Institute for Advanced Studies, entre otros. Es expresidenta de la Modern Language Association (MLA) y ha sido miembro del Consejo Ejecutivo de esta organización, así como de la Junta Consultiva de la American Comparative Literature Association (ACLA), de la Junta Ejecutiva de la Society for the Study of Narrative Literature y de la Junta de Supervisores de The English Institute. También forma parte de los consejos asesores de Memory Studies y Contemporary Women's Writing. Ha sido además fundadora del Center for the Study of Social Difference de Columbia y de su iniciativa global "Women Creating Change" (Las mujeres crean el cambio), gran parte del trabajo de Hirsch se centra en la teoría feminista, los estudios de la memoria y la fotografía.
En 1992, Hirsch introdujo el término "posmemoria", un concepto que posteriormente ha sido citado en cientos de libros y artículos. El término se utilizó originalmente para referirse principalmente a la relación entre los hijos de los supervivientes del Holocausto y los recuerdos de sus padres, pero desde entonces se ha ampliado más allá de estas restricciones familiares y generacionales para describir "la relación que las generaciones posteriores o los testigos contemporáneos distantes mantienen con el trauma personal, colectivo y cultural de los demás, hasta experiencias que ellos 'recuerdan' o conocen sólo por medio de historias, imágenes y comportamientos". El historiador Guy Beiner ha criticado el uso del término en los estudios de la memoria como un concepto a medias, y ha sugerido formas alternativas de reconceptualizarlo y utilizarlo como una categoría analítica más desafiante.

## Obra
- 2019 – La generación de la Posmemoria. Escritura y cultura visual después del Holocausto. Editorial Carpe Noctem. ISBN 978-84-942432-1-9; (publicado originalmente en 2012: The Generation of Postmemory: Writing and Visual Culture After the Holocaust por Columbia University Press).
- 2011 – Rites of Return: Diaspora, Poetics and the Politics of Memory. Coeditado con Nancy K. Miller. Columbia University Press.
- 2010 – Ghosts of Home: The Afterlife of Czernowitz in Jewish Memory. Escrito en colaboración con Leo Spitzer. University of California Press.
- 1997 – Family Frames: Photography, Narrative, and Postmemory. ISBN 978-1470007485.